# Nethinius acuticollis
Nethinius acuticollis là một loài bọ cánh cứng trong họ Cerambycidae.